# لیو لوونتال

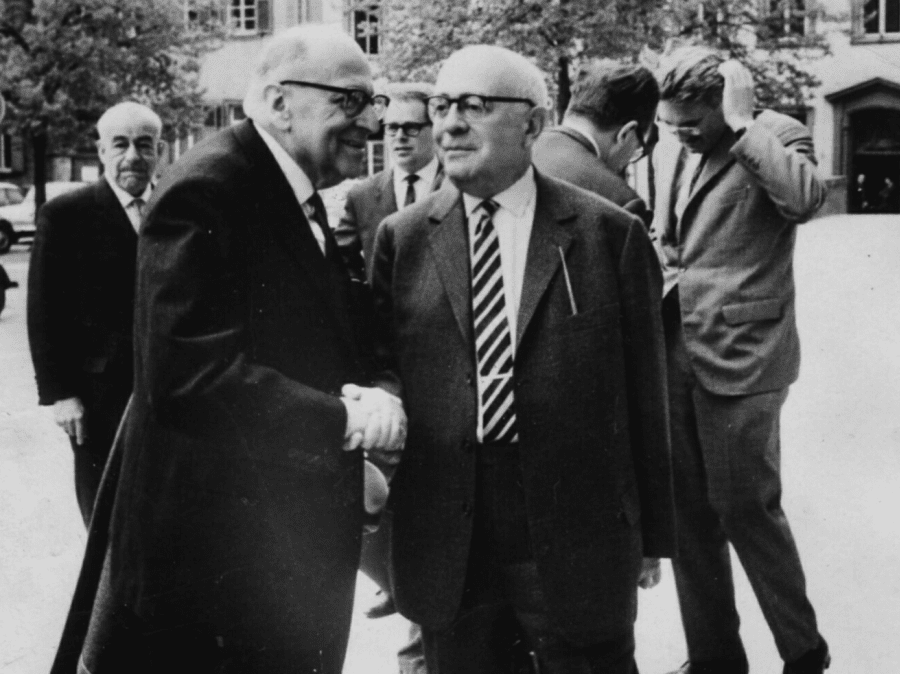
لیو لونتال در سال۱۹۵۴

لیو لوونتال (آلمانی: Leo Löwenthal؛ ۳ نوامبر ۱۹۰۰ – ۲۱ ژانویهٔ ۱۹۹۳) جامعه‌شناس اهل آلمان بود که با مکتب فرانکفورت مرتبط بود.
وی همچنین برندهٔ جوایزی همچون نشان افتخار شایستگی جمهوری فدرال آلمان شده‌است.